# 服部匡志
服部 匡志（はっとり ただし、1964年 - ）は、日本の眼科医。大阪府生まれ。
父親を胃がんで亡くしてから、医師の道を志すようになる。父親の入院中に医師の心ない言葉を受けて、患者の心の痛みのわかる医師になりたいと決意した。大阪府立四條畷高等学校を卒業後、4年間の浪人生活を経て京都府立医科大学医学部に入学。現在はフリーの眼科医。ヒゲ面の外見から「ベトナムの赤ひげ先生（赤ひげ眼科）」とも呼ばれる。

## ベトナムでの活動
2002年に京都でベトナム人医師と出会った事がきっかけで、服部は日本とベトナムを往復する生活を送る事になる。ハノイ国立眼科病院において服部にしかできない高度な治療術で、多くのベトナム人の眼に光を取り戻している。ベトナムでは服部は「神の手を持つ男」と呼ばれている。ベトナムの国営放送で3日に渡って服部の特集が組まれた事もあるほどである。
だがベトナムでは報酬は一切受け取っていない。ベトナムでの旅費、滞在費、治療費などは、東北から九州まで日本各地で治療をこなして得たアルバイト報酬でまかなっている。その為、服部は年収400-500万程度でしかないが、本人は気にしていない。
はじめのうちは「なぜこのような実入りにならない事をするのか」と訝しがる眼も少なからずあった様だが、徐々に服部への協力も増えてきているようである。
アジア失明予防の会（2003年発足）の活動をサポートしている。2005年に町村外務大臣（当時）より感謝状を贈呈される。2006年、第16回宮沢賢治イーハトーブ賞受賞。2007年にベトナム保健省より人民保健勲章を受章。2008年に全国日本学士会よりアカデミア賞、世界平和研究所より中曽根康弘賞奨励賞を受賞。2012年に国際社会で顕著な活動を行い世界で『日本』の発信に貢献した業績をもとに、外国人プレス関係者により構成される、世界で活躍し『日本』を発信する日本人プロジェクトより、内閣府から世界で活躍し『日本』を発信する日本人の一人に選ばれた。第20回（2013年度）読売国際協力賞を受賞。2014年１２月にはベトナム政府より外国人の最高位となる「友好勲章」の叙勲を受ける。2015年３月には第11回ヘルシー・ソサエティ賞 「社会貢献賞・国際医療部門」を受賞。2016年には日本政府発行の広報誌“We Are Tomodachi”vol.17にその活動が紹介されている。
2022年8月31日、マグサイサイ賞の受賞者に選出された。

## 著書
- 「はっちゃんベトナムに行く 自分さがしの旅」（2007年5月30日、アーティストハウスパブリッシャーズ）ISBN 978-4862340689
- 「人間は、人を助けるようにできている」（2011年1月9日、あさ出版）ISBN 978-4860634353
- 「老ける老けないは目で決まる!」（2013年5月22日、すばる舎）ISBN 978-4799102459
- 「「視力」が劇的によくなる特効セルフケア」（著者:丸山修寛 今野清志 服部匡志 本部千博）（2015年1月31日、マキノ出版）ISBN 9784837663423

## 出演
- 情熱大陸（毎日放送）
- 奇跡体験!アンビリバボー（フジテレビ）
- 地球アゴラ（NHK）
- 未来世紀ジパング〜世界を救う日本の赤ひげ（2014年5月16日放送・テレビ東京系列）
- カンブリア宮殿「一人でも多くの人に光を！日本とベトナムを救う さすらいの眼科医」（2016年5月19日、テレビ東京）[6]

ドラマ
- 土曜ドラマスペシャル ベトナムのひかり〜ボクが無償医療を始めた理由〜（2019年1月12日、NHK総合テレビジョン） - 主演：濱田岳[7]